# Märsta
Märsta est une localité suédoise, chef-lieu de la commune de Sigtuna. Elle est peuplée de 22 548 habitants.